# Festival Internacional de Cine de Mar del Plata 2020
La 35 edición del Festival Internacional de Cine de Mar del Plata se celebró del 21 al 29 de noviembre de 2020 en Mar del Plata. Se transmitió por Internet con acceso gratuito que requirió el registro previo para poder sacar cada día un ticket on line para ingresar a la sala virtual, que tuvo una capacidad limitada. Cada película estuvo disponible por 72 horas.
La edición estuvo dedicada a la memoria del cineasta y político Fernando Solanas, fallecido el 6 de noviembre de 2020, por lo cual se emitió como apertura la primera parte del documental La hora de los hornos que en 1968 dirigió junto a Octavio Getino. Fernando Juan Lima ejercía la presidencia del festival desde este año en lugar del fallecido director José Martínez Suárez y Cecilia Barrionuevo fue la directora artística del evento.
Esta edición incorporó la competencia Estados alterados, en la que se proyectarán filmes que exploren nuevas formas narrativas y lenguajes cinematográficos, y cambió el nombre de la sección llamada Work In Progress, en la que se destacan trabajos en vías de realización, que ahora se denomina En tránsito. También cambió el nombre de los premios, que antes eran los Astor y ahora pasaron a llamarse Astor Piazzolla, uno de los músicos y compositores de tango más importantes del país autor entre 1949 y 1987 de 44 bandas sonoras.
El jurado estuvo integrado por Emilie Bujès, Carol Duarte, Roberto Minervini, Luciano Monteagudo y Dennis Lim. 

## Participantes
Los 10 filmes participantes en cada una de las competencias fueron:
| Título                    | Director            | País               |
| ------------------------- | ------------------- | ------------------ |
| Adiós a la memoria        | Nicolás Prividera   | Argentina          |
| Nosotros nunca moriremos  | Eduardo Crespo      | Argentina          |
| Shiva Baby                | Emma Seligman       | Australia          |
| El año del descubrimiento | Luis López Carrasco | España Suiza       |
| Seize printemps           | Suzanne Lindon      | Francia            |
| Moving on                 | Yoon Dan-bi         | Corea del Sur      |
| Red Post on Escher Street | Sion Sono           | Japón              |
| Isabella                  | Matías Piñeiro      | Argentina          |
| Las mil y una             | Clarisa Navas       | Argentina Alemania |
| Sophie Jones              | Jessie Barr         | Estados Unidos     |

| Título                                            | Director                         | País                                  |
| ------------------------------------------------- | -------------------------------- | ------------------------------------- |
| Selva trágica                                     | Yulene Olaizola                  | México Francia Colombia               |
| Chico ventana también quisiera tener un submarino | Alex Piperno                     | Uruguay Brasil Países Bajos Filipinas |
| Los conductos                                     | Camilo Restrepo                  | Colombia Francia Brasil               |
| Al morir la matinée                               | Maximiliano Contenti             | Uruguay Argentina                     |
| Piola                                             | Luis Alejandro Pérez             | Chile                                 |
| La escuela del bosque                             | Gonzalo Castro                   | Argentina                             |
| Como el cielo después de llover                   | Mercedes Gaviria                 | Colombia Argentina                    |
| Mascarados                                        | Henrique Borela y Marcela Borela | Brasil                                |
| Fauna                                             | Nicolás Pereda                   | México Canadá                         |
| Panquiaco                                         | Ana Elena Tejera                 | Panamá                                |

| Título                           | Director                                | País                   |
| -------------------------------- | --------------------------------------- | ---------------------- |
| La sangre en el ojo              | Toia Bonino                             | Argentina              |
| Las ranas                        | Edgardo Castro                          | Argentina              |
| Un cuerpo estalló en mil pedazos | Martín Sappia                           | Argentina              |
| 1982                             | Lucas Gallo                             | Argentina Brasil       |
| La historia de lo oculto         | Cristian Ponce                          | Argentina              |
| Esquirlas                        | Natalia Garayalde                       | Argentina              |
| Las motitos                      | Inés María Barrionuevo y Gabriela Vidal | Argentina              |
| Mamá, mamá, mamá                 | Sol Berruezo Pichon-Rivière             | Argentina              |
| Un crimen común                  | Francisco Márquez                       | Argentina Brasil Suiza |
| El tiempo perdido                | María Álvarez                           | Argentina              |

| Título            | Director                      | País                    |
| ----------------- | ----------------------------- | ----------------------- |
| Correspondencia   | Dominga Sotomayor Carla Simón | Chile España            |
| Colección privada | Elena Duque                   | España Venezuela        |
| En la era         | Manuela De Laborde            | México Portugal         |
| Vitória           | Ricardo Alves                 | Brasil                  |
| Revelaciones      | Juan Soto Taborda             | Colombia Estados Unidos |
| Obachan           | Nicolasa Ruiz                 | México                  |

| Título                                        | Director                             | País               |
| --------------------------------------------- | ------------------------------------ | ------------------ |
| Luz distante - Capítulo 1 - Les desventurades | Santiago Reale                       | Argentina          |
| Los primos esperan                            | Marina Nerea Malchiodi               | Argentina          |
| Los arcontes                                  | Natalia Labaké y Agustina Pérez Rial | Argentina          |
| Las sombras                                   | Paulo Pécora                         | Argentina          |
| Las credenciales                              | Manuel Ferrari                       | Argentina Alemania |
| Desaparición incompleta                       | Alan Martín Segal                    | Argentina          |
| Hi, Sweety                                    | Celeste Prezioso                     | Argentina          |
| Homenaje a la obra de Philip Henry Gosse      | Pablo Martín Weber                   | Argentina          |

## Premios
Los premios otorgados fueron los siguientes:
| Título                                                                           | Director                      | País              |
| -------------------------------------------------------------------------------- | ----------------------------- | ----------------- |
| Look Then Below                                                                  | Ben Rivers                    | Reino Unido       |
| Domovine                                                                         | Jelena Maksimović             | Serbia            |
| Heliconia                                                                        | Paula Rodríguez Polanco       | Colombia Francia  |
| El tango del viudo y su espejo deformante                                        | Raúl Ruiz y Valeria Sarmiento | Chile             |
| Deja que las luces de alejen                                                     | Javier Favot                  | Argentina Uruguay |
| Cartas de una fanática de Whistler a un fanático de Conrad                       | Claudia Carreño Gajardo       | Chile             |
| Anunciaron tormenta                                                              | Javier Fernández Vázquez      | España            |
| The Exit of the Trains                                                           | Radu Jude y Adrian Cioflâncă  | Rumania           |
| Río Turbio                                                                       | Tatiana Mazú González         | Argentina         |
| No existen treinta y seis maneras de mostrar cómo un hombre se sube a un caballo | Nicolás Zukerfeld             | Argentina         |
| Mes chers espions                                                                | Vladimir Léon                 | Francia Rusia     |
| Lúa vermella                                                                     | Lois Patiño                   | España            |

| Premio               | Premiado            | Película                  |
| -------------------- | ------------------- | ------------------------- |
| Mejor largometraje   | Luis López Carrasco | El año del descubrimiento |
| Mejor Dirección      | Matías Piñeiro      | Isabella                  |
| Mejor Interpretación | María Villar        | Isabella                  |
| Mejor Guion          | Nicolás Prividera   | Adiós a la memoria        |
| Especial del Jurado  | Yoon Dan-bi         | Moving on                 |

| Premio             | Premiado                         | Película        |
| ------------------ | -------------------------------- | --------------- |
| Mejor Largometraje | Camilo Restrepo                  | Los Conductos   |
| Mención Especial   | Marcela Borela y Henrique Borela | Mascarados      |
| Mención Especial   | Nicolás Pereda                   | Fauna           |
| Mejor Cortometraje | Dominga Sotomayor y Carla Simón  | Correspondencia |

| Premio                                           | Premiado           | Película                                 |
| ------------------------------------------------ | ------------------ | ---------------------------------------- |
| Mejor Largometraje                               | María Álvarez      | El tiempo perdido                        |
| Mención Especial                                 | Edgardo Castro     | Las ranas                                |
| Mejor Cortometraje                               | Pablo Martín Weber | Homenaje a la obra de Philip Henry Gosse |
| Premio José Martínez Suárez a la Mejor dirección | Natalia Garayalde  | Esquirlas                                |

| Premio           | Premiado                | Película          |
| ---------------- | ----------------------- | ----------------- |
| Mejor Película   | Vladimir Léon           | Mes chers espions |
| Mención Especial | Paula Rodríguez Polanco | Heliconia         |

| Premio         | Premiado   | Película   |
| -------------- | ---------- | ---------- |
| Mejor Proyecto | Chris Gude | Morichales |

| Premio           | Premiado         | Película                        |
| ---------------- | ---------------- | ------------------------------- |
| Mejor Película   | Cristian Ponce   | Historia de lo oculto           |
| Mención Especial | Mercedes Gaviria | Como el cielo después de llover |

| Patrocinadores                                | Premio                                           | Premiado           | Película                                 |
| --------------------------------------------- | ------------------------------------------------ | ------------------ | ---------------------------------------- |
| Banco Nación, Cinecolor y Cono del Silencio   | Mejor proyecto En tránsito                       | Chris Gude         | Morichales                               |
| Alta Definición Argentina                     | Mejor Película de la Competencia latinoamericana | Camilo Restrepo    | Los Conductos                            |
| Banco Nación, Lahaye Media y Pomeranec Sonido | Mejor Largometraje Argentino                     | María Álvarez      | El tiempo perdido                        |
| Banco Nación, Lahaye Media y Pomeranec Sonido | Mejor Cortometraje Argentino                     | Pablo Martín Weber | Homenaje a la obra de Philip Henry Gosse |

| Otorgantes                                                                                               | Premio                                                                     | Premiado                        | Película                                 |
| --- | -------------------------------------------------------------------------- | ------------------------------- | ---------------------------------------- |
| AADA - Asociación Argentina de Directores de Arte Audiovisuales                                          | Mejor Dirección de Arte de Película Argentina de todas las competencias    | Lucas Koziarski                 | Las Mil y Una                            |
| ADF - Autores de Fotografía Cinematográfica Argentina                                                    | Mejor Dirección de Fotografía de la Competencia Internacional              | Maria Rusche                    | Shiva Baby                               |
| ACCA - Asociación de Cronistas Cinematográficos de Argentina                                             | Mejor Película de la Competencia Argentina                                 | Natalia Garayalde               | Esquirlas                                |
| ACCA - Asociación de Cronistas Cinematográficos de Argentina                                             | Mención especial                                                           | Edgardo Castro                  | Las ranas Las ranas                      |
| APIMA - Asociación de Productores Independientes de Medios Audiovisuales                                 | Mejor Película de la Competencia latinoamericana                           | Nicolás Pereda                  | Fauna                                    |
| Premio Georges-Méliès Mejor Cortometraje Latinoamericano con temática de identidad cultural y diversidad | Primer Premio                                                              | Milena Castro Etcheberry        | Julieta y la luna                        |
| Premio Georges-Méliès Mejor Cortometraje Latinoamericano con temática de identidad cultural y diversidad | Segundo Premio                                                             | Rodrigo Gastiaburo Estigarribia | Pasadas por agua                         |
| Premio Georges-Méliès Mejor Cortometraje Latinoamericano con temática de identidad cultural y diversidad | Mención Honorífica                                                         | Paula Arancibia Bravo           | Distanciades                             |
| ARGENTORES - Sociedad General de Autores de la Argentina                                                 | Mejor Guion de Película Argentina de todas las competencias (compartido)   | Toia Bonino y Nicolás Testoni]  | La sangre en el ojo                      |
| ARGENTORES - Sociedad General de Autores de la Argentina                                                 | Mejor Guion de Película Argentina de todas las competencias (compartido)   | Clarisa Navas                   | Las mil y una                            |
| ASA - Asociación Argentina de Sonidistas Audiovisuales                                                   | Mejor Sonido de la Competencia Argentina                                   | Atilio Sánchez                  | Las motitos                              |
| ASA - Asociación Argentina de Sonidistas Audiovisuales                                                   | Mención especial                                                           | Hernán Biasotti                 | Historia de lo oculto                    |
| ASA - Asociación Argentina de Sonidistas Audiovisuales                                                   | Mención especial                                                           | Abel Tortorelli                 | Un crimen común                          |
| DAC - Directores Argentinos Cinematográficos                                                             | Mejor Director/a Argentino/a de todas las Competencias                     | Clarisa Navas                   | Las mil y una                            |
| EDA - Asociación Argentina de Editores Audiovisuales                                                     | Mejor Montaje de la Competencia Internacional                              | Lorena Moriconi                 | Nosotros nunca moriremos                 |
| FEISAL - Federación de Escuelas de Cine de América Latina                                                | Mejor Película realizada por Director/a latinoamericano/a de hasta 35 años | Clarisa Navas                   | Las mil y una                            |
| FEISAL - Federación de Escuelas de Cine de América Latina                                                | Mención especial                                                           | Ana Elena Tejera                | Panquiaco                                |
| FIPRESCI - Federación Internacional de Prensa Cinematográfica                                            | Mejor Película de la Competencia latinoamericana                           | Yulene Olaizola                 | Selva trágica                            |
| FLOW | Premio Flow al Cine Argentino                                              | Paula Hernández                 | Las siamesas                             |
| FNA - Fondo Nacional de las Artes                                                                        | Mejor Cortometraje Argentino                                               | Pablo Martín Weber              | Homenaje a la obra de Philip Henry Gosse |

| Predecesor: Festival Internacional de Cine de Mar del Plata 2019 | Festival Internacional de Cine de Mar del Plata 2020 | Sucesor: Festival Internacional de Cine de Mar del Plata 2021 |